# Lionheart (US-amerikanische Band)
Lionheart ist eine 2004 gegründete Hardcore-Punk-Band aus Oakland, Kalifornien.

## Geschichte
Gegründet wurde Lionheart im Jahr 2004 in Oakland, Kalifornien und besteht nach mehreren Besetzungswechseln aus Sänger Rob Watson, den beiden Gitarristen Evan Krejci und Rob McCarthy sowie aus dem Bassisten Travis Pacheco und dem Schlagzeuger Jay Scott.
Am 2. September 2007, knapp drei Jahre nach der Bandgründung, erschien mit The Will to Survive das Debütalbum der Band über die beiden Plattenfirmen Stillborn Records und I Scream Records. Das Album wurde zwei Jahre später mit Bonusmaterial neu veröffentlicht. Nach einem Wechsel zu Mediaskare Records veröffentlichte die Gruppe am 18. Januar 2011 ihr zweites Album, das Built on Struggle heißt. Etwa eineinhalb Jahre später, am 8. Mai 2012, erschien mit Undisputed das inzwischen dritte Studioalbum der Band. Eine EP unter dem Namen Welcome to the West Coast wurde am 14. Januar 2014 über Fast Break Entertainment herausgegeben. Etwa vier Jahre nach der Veröffentlichung ihres dritten Albums Undisputed wurde am 22. Januar 2016 das vierte Album Love Don’t Live Here über das eigens gegründete Label LHHC Records und Beatdown Hardwear herausgebracht. Die lange Zeitspanne kam zustande, da die Musiker eine Auszeit von allem nehmen wollten, nachdem die Gruppe sich von Mediaskare Records getrennt hatte, dass laut Sänger Rob Watson ein „furchtbares Label“ sei.

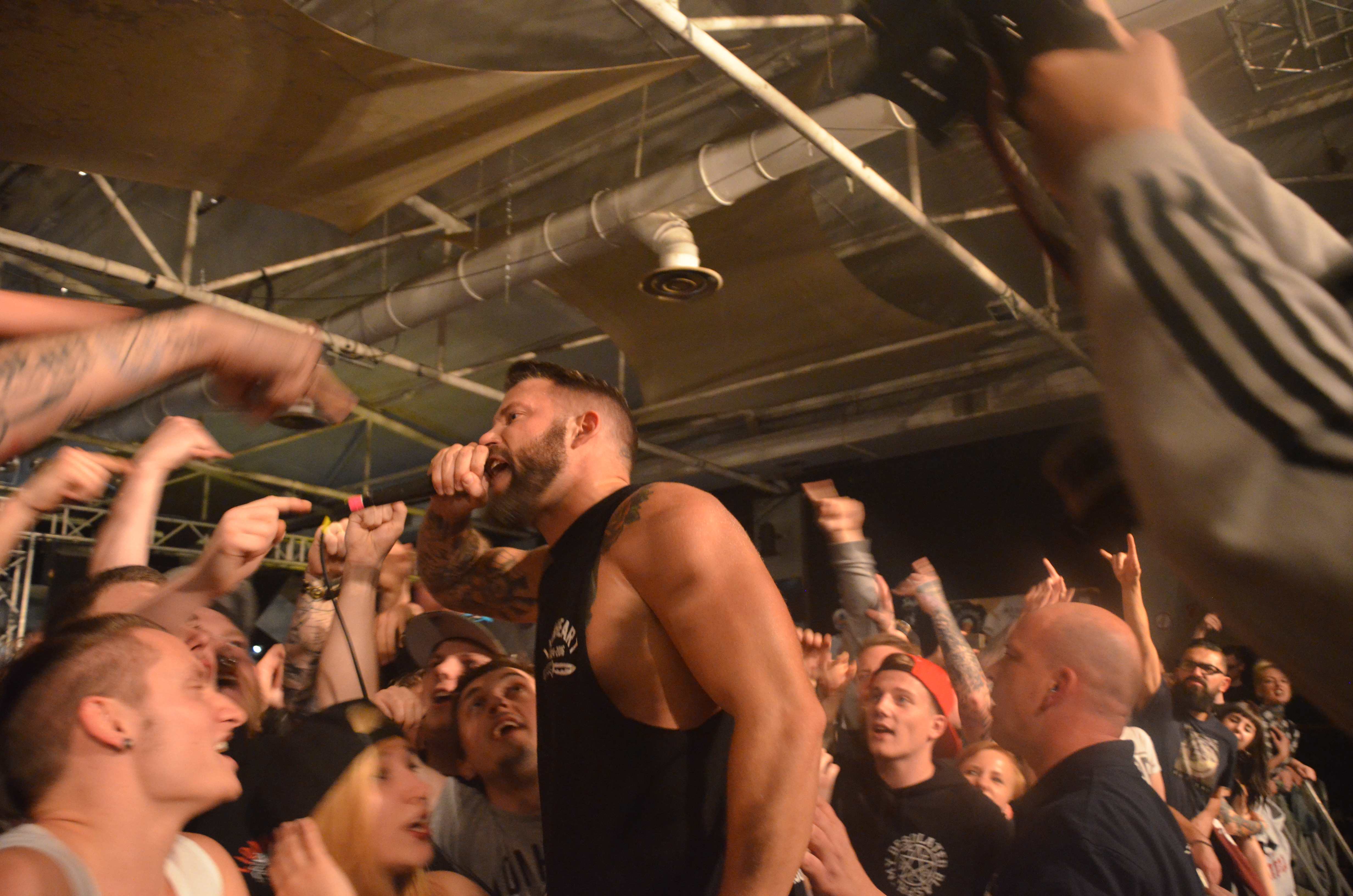
Lionheart spielen auf dem Taste of Anarchy Fest in Köln, 2016.

Von Juli bis September 2011 war die Band Co-Headliner der Shook Clothing Tour mit I Declare War. Vom 20. bis 31. Januar 2012 spielte die Gruppe im Rahmen der Persistance Tour eine kleinere Europatour bei der Suicidal Tendencies und Biohazard als Hauptbands auftraten. Im Juni und Juli 2012 tourte die Band mit Thick As Blood durch die Vereinigten Staaten und Kanada. Ursprünglich sollte im selben Zeitraum eine größere Europatournee stattfinden, welche abgesagt wurde. Nachdem Lionheart bekanntgab, ein Konzert mit Motionless in White auf Hawaii zu spielen, reagierten Fans der Band empört. Die Gruppe gab in einem Statement bekannt, dass es lediglich ein einziges Konzert sei und man die Band Motionless in White nicht deswegen diffamieren müsse. Lionheart wurde von Motionless in White eingeladen, diese Show zu spielen. Mit Nasty und Coldburn war Lionheart Anfang 2015 Teil der Taste of Anarchy Tour, die durch mehrere Staaten Europas führte. Es war die zweite Europatour der Band nach vier Jahren. Im Sommer spielte die Gruppe auf mehreren größeren Musikfestivals, darunter dem Ieperfest, dem Traffic Jam Open Air und dem Summerblast Festival. Die Auftritte auf diesen Festivals war Teil einer zweiten Europatour der Band im Jahr 2015, welche teilweise von Bands wie Death by Stereo, H₂O, Born from Pain, 7 Seconds und First Blood begleitet wurde.
Am 26. Mai 2016 gab die Gruppe auf Facebook ihre Auflösung bekannt. Fünf Tage nach der Ankündigung sich aufzulösen wurden die Tourdaten für die Abschiedstournee bekannt. Diese fand zwischen dem 1. und 31. Juli 2016 in Europa mit Stationen auf dem Vainstream Rockfest, dem With Full Force und dem Free & Easy Festival statt. Zudem spielte Lionheart erstmals in Serbien und Griechenland. Diese Konzertreise erfuhr Mitte August 2016 eine Fortsetzung, sodass die Gruppe am 5. November 2016 ihr allerletztes Konzert in Deutschland spielte. 2017 gab die Band ihre Reunion und eine Tour mit Nasty bekannt.

## Stil
Auf The Will to Survive spielen Lionheart eine Version des Hardcore Punk in bester Hatebreed-Manier. Vergleichbar ist die Musik von Lionheart auch mit Terror, Shattered Realm und Settle the Score. Die Band verwendet in ihrem Klang auch Einflüsse aus dem Beatdown und 2-Step, wodurch die Musik besonders brachial und mit hohem Moshanteil daherkommt. Außerdem kann man auch die Band Cro-Mags als musikalischen Einfluss der Band beschreiben. Im Großen und Ganzen beschreibt der Rezensent die Musik als eine Mischung aus Hardcore und Metal.
Auch auf dem zweiten Longplayer der Band bleibt der Sound recht aggressiv gehalten. Dafür sorgen unter anderem auch Gastmusiker, die die Band für diverse Lieder an Bord genommen haben, darunter Brendan Schiepatti, Dave Nassie, beide von Bleeding Through, Karl Buechner von Earth Crisis, Bruce LePage von 100 Demons und Lord Ezec. Vergleichbar ist die Musik neben den bereits genannten Hatebreed und Terror auch mit First Blood und Blood Stands Still.

## Bandmitglieder

Lionheart, live auf dem With Full Force 2018
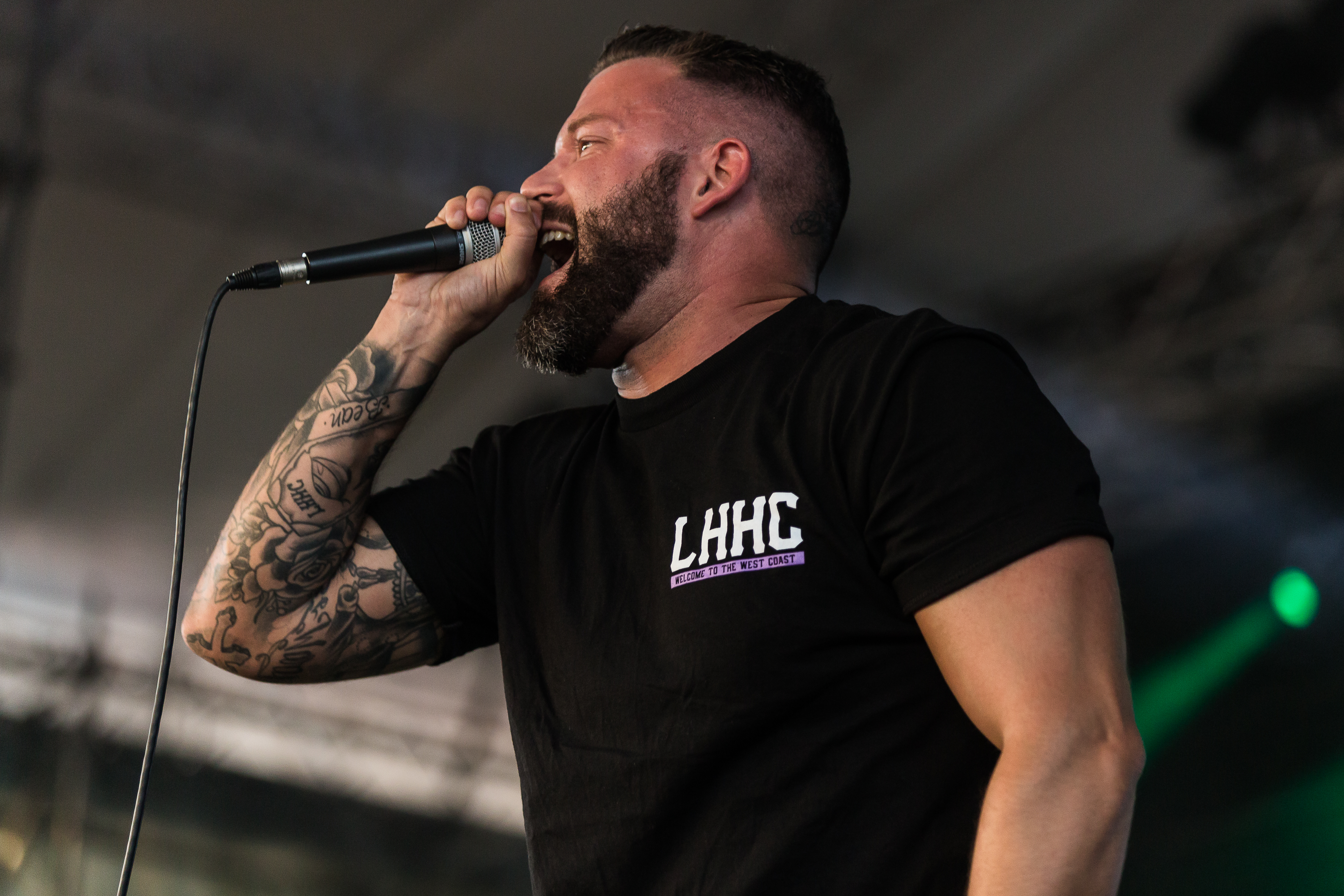
Sänger Rob Watson
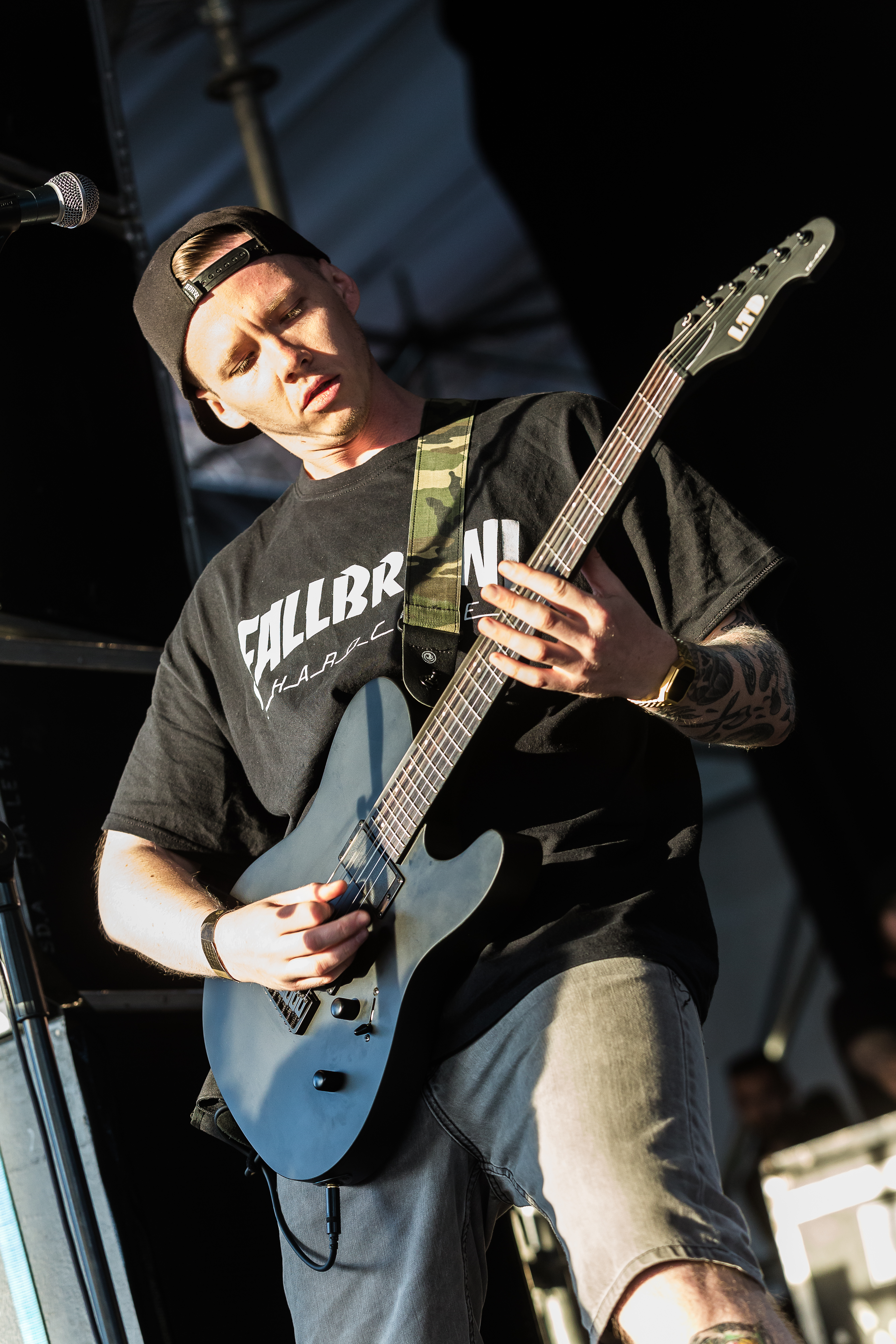
Gitarrist Walle Etzel
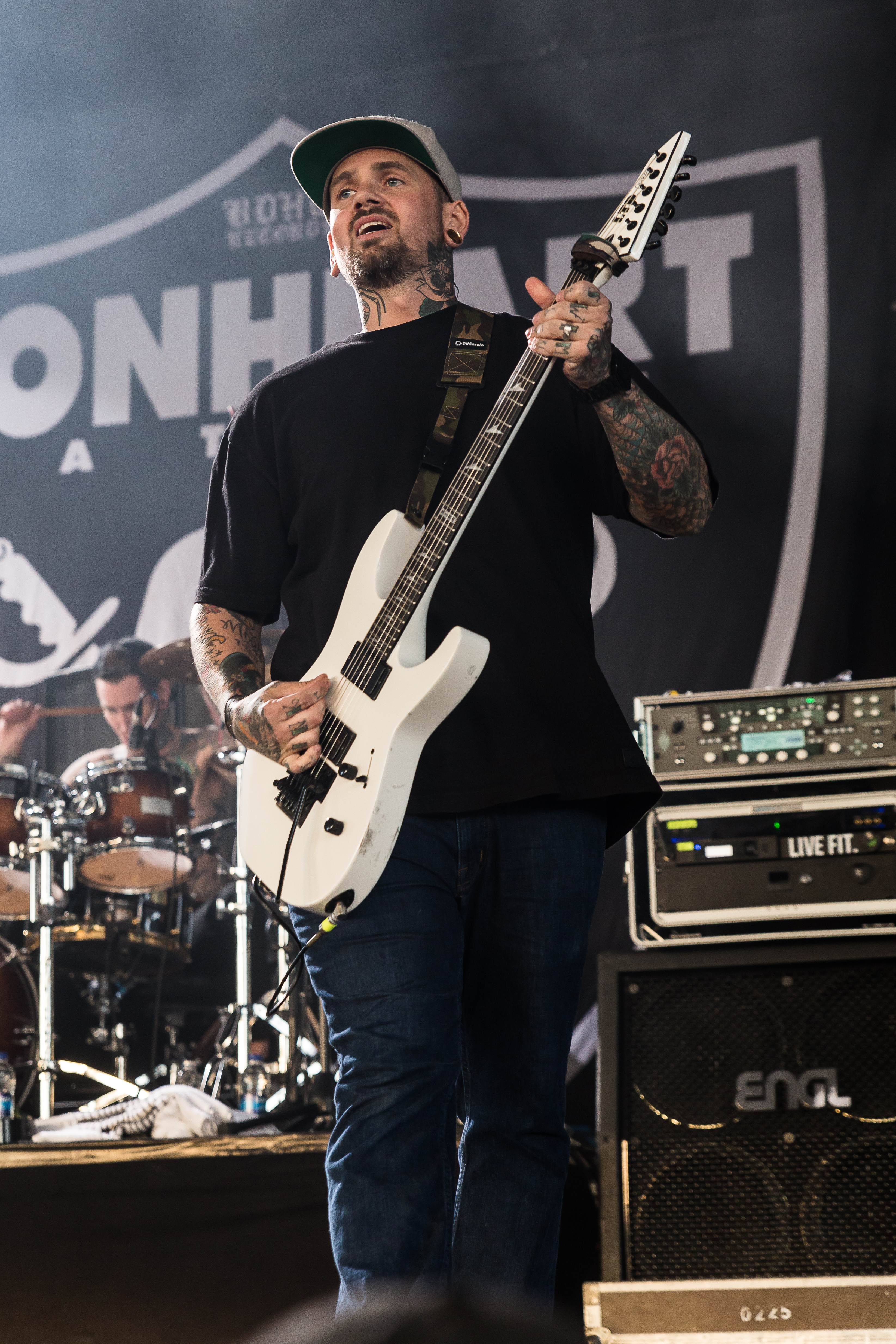
Gitarrist Nick Warner
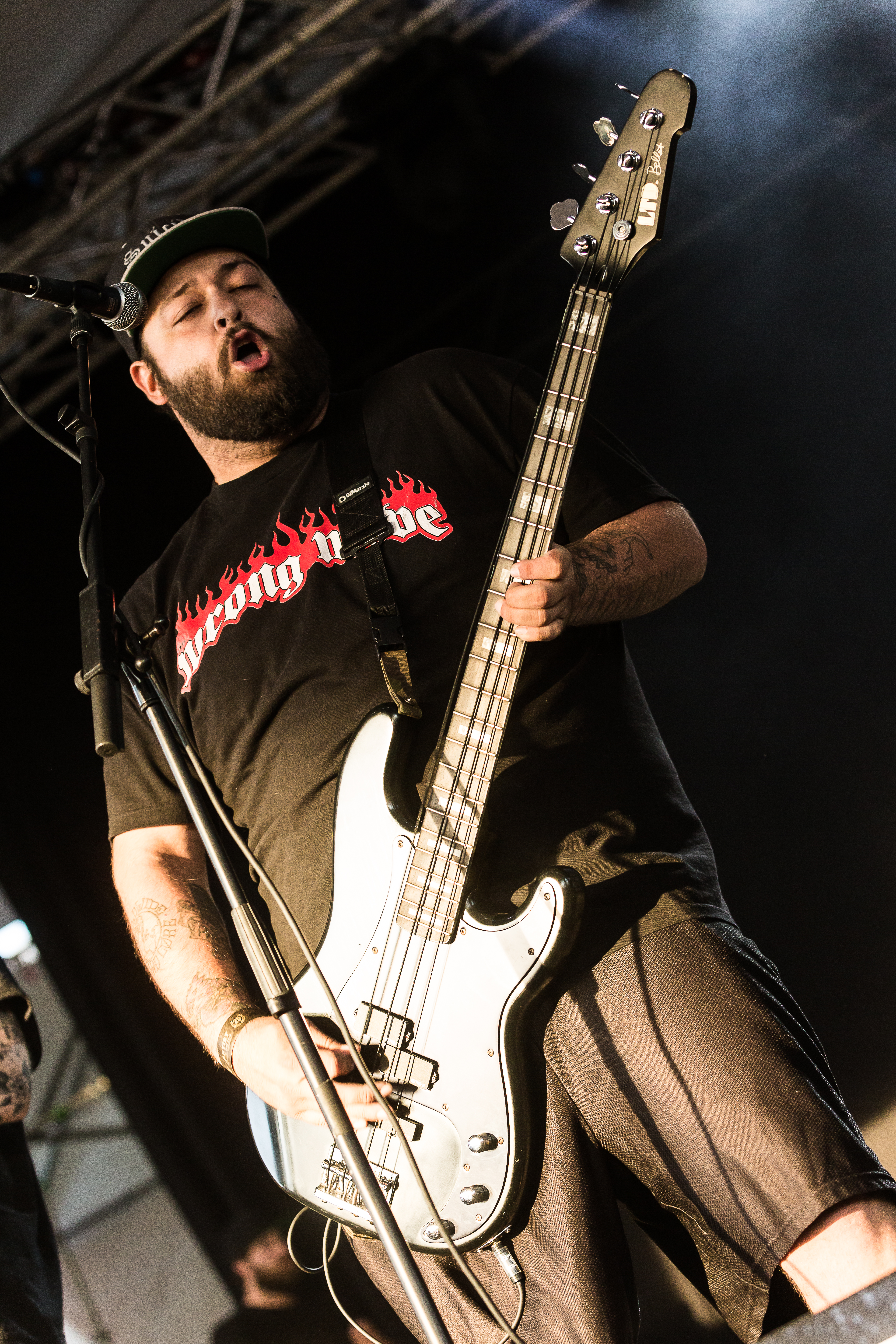
Bassist Richard Mathews
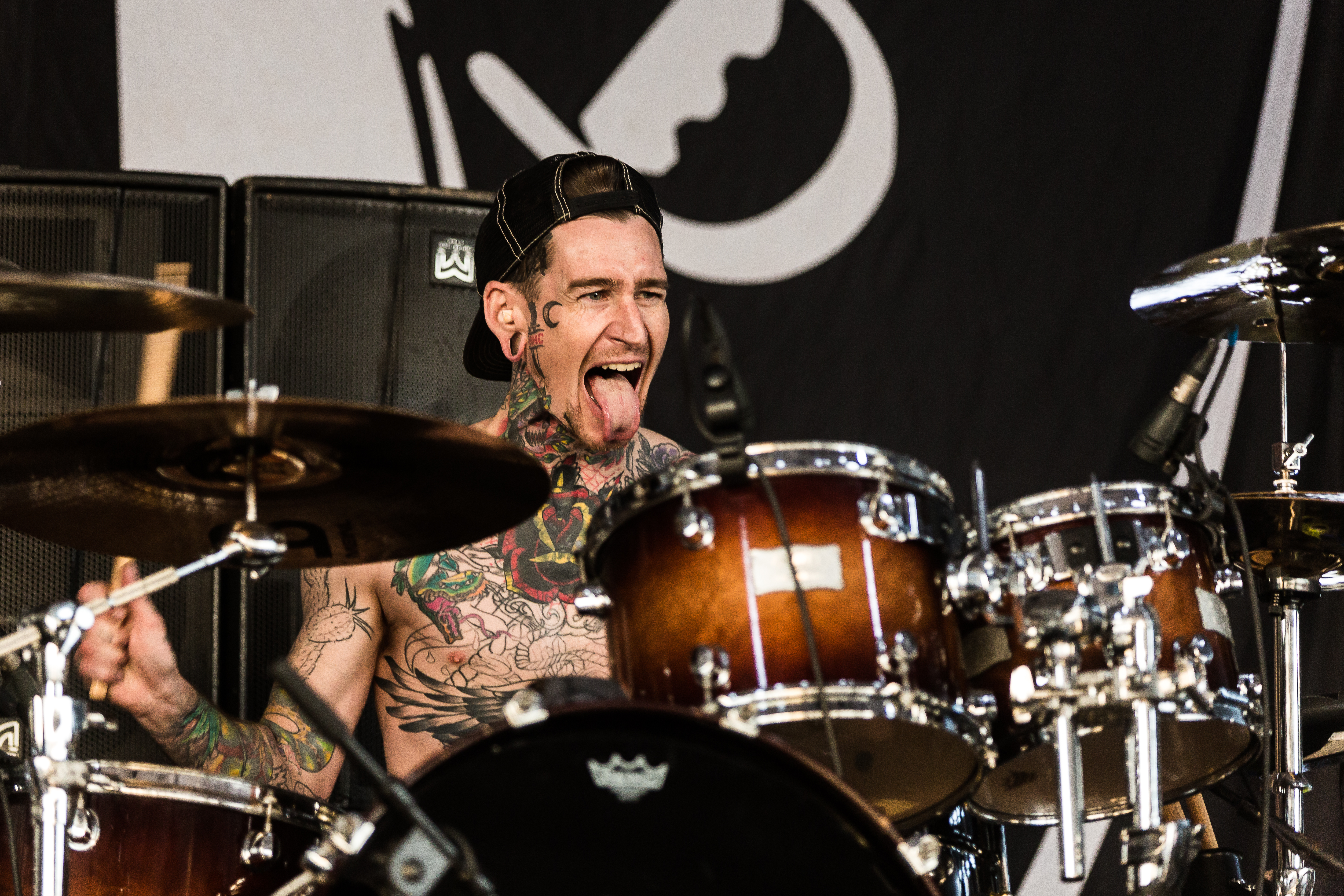
Schlagzeuger Jay Scott

## Diskografie
- 2006: This Means War (EP, I Scream Records, als Bonusmaterial auf der Neupressung von The Will to Survive mitveröffentlicht)
- 2007: The Will to Survive (Album, Stillborn Records, I Scream Records, 2008 neu aufgelegt)
- 2011: Built on Struggle (Album, Mediaskare Records)
- 2012: Undisputed (Album, Mediaskare Records)
- 2014: Welcome to the West Coast (EP, Fast Break Entertainment)
- 2016: Love Don’t Live Here (Album, LHHC Records, BDHW Records)
- 2017: Welcome To The West Coast II (Album, BDHW Records)
- 2019: Valley of Death (Album, Arising Empire)
- 2020: Live at Summerbreeze (Album, Arising Empire)
- 2022: Welcome to the West Coast III (Album, Arising Empire)